# .za
.za es el dominio de nivel superior geográfico (ccTLD) para Sudáfrica.
La denominación procede del nombre en neerlandés del país, Zuid-Afrika, usado antiguamente.